# Liga dos Campeões da CONCACAF de 2012–13 – Fase de Grupos
A Fase de Grupos da Liga dos Campeões da CONCACAF de 2012–13 foi disputada entre junho e outubro de 2012. O sorteio ocorreu em 5 de junho de 2012, na sede da CONCACAF em Nova Iorque. Um total de 24 times irão disputar a fase de grupos, divididos em 8 grupos de 3 times. O melhor time de cada grupo avança as fase finais.

## Critérios de desempate
Se dois times estiverem empatados em pontos, os seguintes critérios de desempate serão aplicados, na ordem, para determinar a classificação das equipes:
1. Maior número de pontos ganhos nos jogos entre as equipes envolvidas
2. Maior diferença de gols nos jogos entre as equipes envolvidas
3. Maior número de gols marcados fora de casa nas partidas entre as equipes envolvidas
4. Aplicar os três primeiros critérios, se duas ou mais equipes ainda estiver empatadas.
5. Maior diferença de gols em todos os jogos do grupo
6. Maior número de gols marcados nos jogos do grupo
7. Maior número de gols marcados fora em todas as partidas do grupo
8. Sorteio

## Grupos
O calendário da fase de grupos foi anunciado no dia 22 de junho.
Todos os horários em (UTC−4).

### Grupo 1
| Equipe        | P  | J | V | E | D | GP | GC | SG  |
| ------------- | -- | - | - | - | - | -- | -- | --- |
| Santos Laguna | 12 | 4 | 4 | 0 | 0 | 13 | 1  | +12 |
| Toronto FC    | 6  | 4 | 2 | 0 | 2 | 9  | 5  | +4  |
| Águila        | 0  | 4 | 0 | 0 | 4 | 1  | 17 | –16 |

| 1 de agosto de 2012 | Toronto FC                                             | 5 – 1     | Águila    | BMO Field, Toronto                        |
| 20:00               | Silva 9' · Lambe 17', 48' · Dunfield 40' · Johnson 58' | Relatório | Pérez 37' | Público: 5 324 Árbitro: PUR Javier Santos |

| 21 de agosto de 2012 | Santos Laguna                                  | 5 – 0     | Águila | Estádio TSM Corona, Torreón                 |
| 20:00                | Quintero 6', 26', 47' · Lugo 30' · Ludueña 41' | Relatório |        | Público: 4 662 Árbitro: USA Edvin Jurisevic |

| 28 de agosto de 2012 | Toronto FC   | 1 – 3     | Santos Laguna                              | BMO Field, Toronto                        |
| 20:00                | Amarikwa 68' | Relatório | Quintero 49' · Ludueña 90' · Ramírez 90+2' | Público: 10 951 Árbitro: GUA Walter López |

| 19 de setembro de 2012 | Águila | 0 – 4     | Santos Laguna                                            | Estádio Juan Francisco Barraza, San Miguel |
| 22:00                  |        | Relatório | Escoboza 49', 62' · Galindo 56' · Marc Crosas 77' (pen.) | Público: 799 Árbitro: CRC Henry Bejarano   |

| 25 de setembro de 2012 | Águila | 0 – 3     | Toronto FC                       | Estádio Juan Francisco Barraza, San Miguel    |
| 22:00                  |        | Relatório | Amarikwa 16' · Dunfield 40', 86' | Público: 319 Árbitro: PAN José Luis Rodriguez |

| 24 de outubro de 2012 | Santos Laguna | 1 – 0     | Toronto FC | Estádio TSM Corona, Torreón                  |
| 20:00                 | Gomez 73'     | Relatório |            | Público: 7 478 Árbitro: HON Héctor Rodríguez |

### Grupo 2
| Equipe         | P  | J | V | E | D | GP | GC | SG |
| -------------- | -- | - | - | - | - | -- | -- | -- |
| Herediano      | 10 | 4 | 3 | 1 | 0 | 4  | 1  | +3 |
| Real Salt Lake | 7  | 4 | 2 | 1 | 1 | 3  | 1  | +2 |
| Tauro          | 0  | 4 | 0 | 0 | 4 | 1  | 6  | –5 |

| 31 de julho de 2012 | Herediano   | 1 – 0     | Real Salt Lake | Estádio Nacional da Costa Rica, San José     |
| 22:00               | Aguilar 14' | Relatório |                | Público: 2 677 Árbitro: MEX Francisco Chacón |

| 21 de agosto de 2012 | Real Salt Lake              | 2 – 0     | Tauro | Rio Tinto Stadium, Sandy                 |
| 22:00                | Saborío 48' · Beckerman 58' | Relatório |       | Público: 20 430 Árbitro: GUA Oscar Reyna |

| 30 de agosto de 2012 | Tauro | 0 – 1     | Herediano   | Estádio Rommel Fernández, Cidade do Panamá |
| 20:00                |       | Relatório | Francis 48' | Público: 800 Árbitro: CUB Marcos Brea      |

| 18 de setembro de 2012 | Tauro | 0 – 1     | Real Salt Lake       | Estádio Rommel Fernández, Cidade do Panamá |
| 20:00                  |       | Relatório | Saborío 90+4' (pen.) | Público: 674 Árbitro: MEX Mauricio Morales |

| 25 de setembro de 2012 | Herediano              | 2 – 1     | Tauro       | Estádio Nacional da Costa Rica, San José  |
| 22:00                  | Salazar 8' · Pérez 36' | Relatório | Aguilar 18' | Público: 3 000 Árbitro: PUR Javier Santos |

| 23 de outubro de 2012 | Real Salt Lake | 0 – 0     | Herediano | Rio Tinto Stadium, Sandy                   |
| 22:00                 |                | Relatório |           | Público: 20 436 Árbitro: SLV Elmer Bonilla |

### Grupo 3
| Equipe         | P | J | V | E | D | GP | GC | SG |
| -------------- | - | - | - | - | - | -- | -- | -- |
| Houston Dynamo | 8 | 4 | 2 | 2 | 0 | 9  | 3  | +6 |
| Olimpia        | 5 | 4 | 1 | 2 | 1 | 6  | 4  | +2 |
| FAS            | 3 | 4 | 1 | 0 | 3 | 3  | 11 | –8 |

| 2 de agosto de 2012 | Olimpia                                    | 3 – 0     | FAS | Estádio Francisco Morazán, San Pedro Sula |
| 22:00               | Luciano Emílio 2' · García 16' · Rojas 75' | Relatório |     | Público: 4 898 Árbitro: PAN Jafeth Perea  |

| 22 de agosto de 2012 | FAS           | 1 – 3     | Houston Dynamo                      | Estádio Cuscatlán, San Salvador        |
| 22:00                | J. Águila 64' | Relatório | Ching 12' · Weaver 19' · Watson 60' | Público: 2 510 Árbitro: CUB Marco Brea |

| 30 de agosto de 2012 | Olimpia            | 1 – 1     | Houston Dynamo | Estádio Tiburcio Carías Andino, Tegucigalpa |
| 22:00                | Douglas Caetano 7' | Relatório | Moffat 57'     | Público: 3 645 Árbitro: MEX Marco Rodríguez |

| 20 de setembro de 2012 | Houston Dynamo                                   | 4 – 0     | FAS | BBVA Compass Stadium, Houston                 |
| 20:00                  | Barnes 21' · Boswell 41' · Weaver 49' · Carr 78' | Relatório |     | Público: 16 117 Árbitro: MEX Francisco Chacón |

| 27 de setembro de 2012 | FAS                          | 2 – 1     | Olimpia      | Estádio Cuscatlán, San Salvador            |
| 22:00                  | de la Cruz 78' · Moscoso 90' | Relatório | Portillo 65' | Público: 1 640 Árbitro: CRC Walter Quesada |

| 23 de outubro de 2012 | Houston Dynamo | 1 – 1     | Olimpia             | BBVA Compass Stadium, Houston                   |
| 20:00                 | Hainault 65'   | Relatório | Douglas Caetano 21' | Público: 19 462 Árbitro: GUA Juan Carlos Guerra |

### Grupo 4
| Equipe              | P  | J | V | E | D | GP | GC | SG |
| ------------------- | -- | - | - | - | - | -- | -- | -- |
| Seattle Sounders FC | 12 | 4 | 4 | 0 | 0 | 12 | 5  | +7 |
| Marathón            | 4  | 4 | 1 | 1 | 2 | 5  | 7  | –2 |
| Caledonia AIA       | 1  | 4 | 0 | 1 | 4 | 3  | 8  | –5 |

| 2 de agosto de 2012 | Seattle Sounders FC                | 3 – 1     | Caledonia AIA     | CenturyLink Field, Seattle                    |
| 22:00               | Ochoa 19' · Montero 30' · Rose 43' | Relatório | Joseph 50' (pen.) | Público: 7 767 Árbitro: GUY Stanley Lancaster |

| 22 de agosto de 2012 | Caledonia AIA | 0 – 0     | Marathón | Ato Boldon Stadium, Couva                   |
| 20:00                |               | Relatório |          | Público: 491 Árbitro: GUY Stanley Lancaster |

| 30 de agosto de 2012 | Caledonia AIA | 1 – 3     | Seattle Sounders FC                  | Ato Boldon Stadium, Couva               |
| 20:00                | Joseph 66'    | Relatório | Caskey 45' · Ochoa 60' · Montero 68' | Público: 556 Árbitro: PUR Javier Santos |

| 19 de setembro de 2012 | Marathón                       | 2 – 3     | Seattle Sounders FC                 | Estádio Yankel Rosenthal, San Pedro Sula |
| 22:00                  | Berríos 35' (pen.), 68' (pen.) | Relatório | Ochoa 11' · Johnson 62' · Evans 78' | Público: 968 Árbitro: ELS Marlon Mejia   |

| 26 de setembro de 2012 | Marathón               | 2 – 1     | Caledonia AIA | Estádio Yankel Rosenthal, San Pedro Sula    |
| 22:00                  | Róchez 53' · Reyes 81' | Relatório | Gay 72'       | Público: 67 Árbitro: CAY Cristophel Stewart |

| 24 de outubro de 2012 | Seattle Sounders FC                   | 3 – 1     | Marathón  | CenturyLink Field, Seattle                   |
| 22:00                 | Ochoa 23' · Zakuani 27' · Estrada 76' | Relatório | Brown 37' | Público: 7 874 Árbitro: MEX Ricardo Arellano |

### Grupo 5
| Equipe                | P  | J | V | E | D | GP | GC | SG |
| --------------------- | -- | - | - | - | - | -- | -- | -- |
| Los Angeles Galaxy    | 10 | 4 | 3 | 1 | 0 | 12 | 4  | +8 |
| Puerto Rico Islanders | 4  | 4 | 1 | 1 | 2 | 4  | 7  | –3 |
| Isidro Metapán        | 3  | 4 | 1 | 0 | 3 | 7  | 12 | –8 |

| 1 de agosto de 2012 | Isidro Metapán      | 3 – 1     | Puerto Rico Islanders | Estádio Jorge Calero Suárez, Metapán    |
| 22:00               | Muñoz 51', 59', 88' | Relatório | Addlery 25'           | Público: 1 480 Árbitro: HON Raúl Castro |

| 23 de agosto de 2012 | Los Angeles Galaxy                                                   | 5 – 2     | Isidro Metapán        | Home Depot Center, Carson                          |
| 22:00                | Alvarado 20' (g.c.) · Keane 22' · Beckham 45+1' · Juninho 82', 90+3' | Relatório | Muñoz 17', 87' (pen.) | Público: 10 574 Árbitro: MEX José Alfredo Peñaloza |

| 29 de agosto de 2012 | Los Angeles Galaxy                                   | 4 – 0     | Puerto Rico Islanders | Home Depot Center, Carson                |
| 22:00                | Meyer 7' · Villareal 46' · McBean 80' · Stephens 82' | Relatório |                       | Público: 7 500 Árbitro: PAN Jafeth Perea |

| 19 de setembro de 2012 | Puerto Rico Islanders | 0 – 0     | Los Angeles Galaxy | Estádio Juan Ramón Loubriel, Bayamón      |
| 20:00                  |                       | Relatório |                    | Público: 2 905 Árbitro: JAM Raymond Bogle |

| 27 de setembro de 2012 | Puerto Rico Islanders             | 3 – 0     | Isidro Metapán | Estádio Juan Ramón Loubriel, Bayamón        |
| 20:00                  | Ramos 40', 79' · Richardson 90+5' | Relatório |                | Público: 550 Árbitro: JAM Courtney Campbell |

| 25 de outubro de 2012 | Isidro Metapán         | 2 – 3     | Los Angeles Galaxy             | Estádio Jorge Calero Suárez, Metapán  |
| 22:00                 | Suárez 55' · Muñoz 67' | Relatório | McBean 38', 62' · Stephens 79' | Público: 1 318 Árbitro: CRC Hugo Cruz |

### Grupo 6
| Equipe      | P | J | V | E | D | GP | GC | SG |
| ----------- | - | - | - | - | - | -- | -- | -- |
| Tigres      | 8 | 4 | 2 | 2 | 0 | 12 | 3  | +9 |
| Alajuelense | 7 | 4 | 2 | 1 | 1 | 4  | 7  | –3 |
| Real Estelí | 1 | 4 | 0 | 1 | 3 | 1  | 7  | –6 |

| 1 de agosto de 2012 | Tigres                                          | 4 – 0     | Real Estelí | Estádio Universitário, San Nicolás de los Garza |
| 22:00               | Edno 35' · Navarro 42' · Guarch 80' · Rivas 90' | Relatório |             | Público: 31 650 Árbitro: CAN Paul Ward          |

| 22 de agosto de 2012 | Alajuelense             | 2 – 2     | Tigres                    | Estádio Alejandro Morera Soto, Alajuela   |
| 22:00                | Calvo 22' · Valle 90+1' | Relatório | Zamora 41' · Viniegra 58' | Público: 8 875 Árbitro: SLV Elmer Bonilla |

| 28 de agosto de 2012 | Real Estelí | 0 – 1     | Alajuelense | Estádio Independencia, Estelí              |
| 22:00                |             | Relatório | Guevara 42' | Público: 2 200 Árbitro: HON Armando Castro |

| 18 de setembro de 2012 | Real Estelí | 1 – 1     | Tigres          | Estádio Independencia, Estelí                |
| 22:00                  | Barrera 53' | Relatório | Espericueta 90' | Público: 875 Árbitro: GUA Juan Carlos Guerra |

| 26 de setembro de 2012 | Alajuelense | 1 – 0     | Real Estelí | Estádio Alejandro Morera Soto, Alajuela      |
| 22:00                  | Sánchez 49' | Relatório |             | Público: 6 162 Árbitro: HON Héctor Rodríguez |

| 24 de outubro de 2012 | Tigres                                            | 5 – 0     | Alajuelense | Estádio Universitário, San Nicolás de los Garza |
| 22:00                 | Hernández 6' · Juninho 25' · Pulido 34', 46', 59' | Relatório |             | Público: 30 872 Árbitro: PAN Jafeth Perea       |

### Grupo 7
| Equipe    | P  | J | V | E | D | GP | GC | SG  |
| --------- | -- | - | - | - | - | -- | -- | --- |
| Monterrey | 12 | 4 | 4 | 0 | 0 | 15 | 0  | +15 |
| Municipal | 6  | 4 | 2 | 0 | 2 | 4  | 6  | –2  |
| Chorrillo | 0  | 4 | 0 | 0 | 4 | 2  | 15 | –13 |

| 31 de julho de 2012 | Monterrey                                      | 5 – 0     | Chorrillo | Estádio Tecnológico, Monterrei         |
| 20:00               | Basanta 7' · Reyna 45', 78', 88' · Carreño 83' | Relatório |           | Público: 15 260 Árbitro: CRC Hugo Cruz |

| 23 de agosto de 2012 | Chorrillo | 1 – 2     | Municipal                 | Estádio Rommel Fernández, Cidade do Panamá |
| 20:00                | Ruiz 75'  | Relatório | Rodríguez 70' · Arias 87' | Público: 575 Árbitro: USA Baldomero Toledo |

| 29 de agosto de 2012 | Municipal | 0 – 1     | Monterrey | Estádio Mateo Flores, Cidade da Guatemala |
| 22:00                |           | Relatório | Suazo 80' | Público: 7 859 Árbitro: SLV Joel Aguilar  |

| 20 de setembro de 2012 | Municipal                   | 2 – 1     | Chorrillo | Estádio Mateo Flores, Cidade da Guatemala   |
| 22:00                  | Rodríguez 23' · Barrios 80' | Relatório |           | Público: 2 000 Árbitro: CAN Silviu Petrescu |

| 25 de setembro de 2012 | Monterrey                                        | 3 – 0     | Municipal | Estádio Tecnológico, Monterrei           |
| 20:00                  | Carreño 13' · Solorzano 53' (g.c.) · Cardozo 81' | Relatório |           | Público: 24 721 Árbitro: HON José Pineda |

| 23 de outubro de 2012 | Chorrillo | 0 – 6     | Monterrey                                                                | Estádio Rommel Fernández, Cidade do Panamá |
| 22:00                 |           | Relatório | Carreño 11' · Suazo 25', 50' · Corona 28' · Cardozo 58' · Madrigal 90+4' | Público: 130 Árbitro: PUR William Anderson |

### Grupo 8
| Equipe       | P | J | V | E | D | GP | GC | SG |
| ------------ | - | - | - | - | - | -- | -- | -- |
| Xelajú       | 7 | 4 | 2 | 1 | 1 | 7  | 6  | +1 |
| Guadalajara  | 7 | 4 | 2 | 1 | 1 | 7  | 3  | +4 |
| W Connection | 2 | 4 | 0 | 2 | 2 | 5  | 10 | –5 |

Critério de desempate
- Xelajú e Guadalajara empataram em número de pontos e saldo de gols e foram rankeados em confrontos um contra o outro (como mostrado abaixo).

| Equipe      | P | J | V | E | D | GP | GC | GF | SG |
| ----------- | - | - | - | - | - | -- | -- | -- | -- |
| Xelajú      | 3 | 2 | 1 | 0 | 1 | 2  | 2  | 1  | 0  |
| Guadalajara | 3 | 2 | 1 | 0 | 1 | 2  | 2  | 0  | 0  |

| 2 de agosto de 2012 | W Connection           | 2 – 2     | Xelajú              | Estádio Manny Ramjohn, San Fernando      |
| 20:00               | Arcia 23' · Britto 33' | Relatório | Chinchilla 74', 88' | Público: 1 450 Árbitro: SLV Marlon Mejia |

| 21 de agosto de 2012 | Xelajú         | 1 – 0     | Guadalajara | Estádio Mario Camposeco, Quetzaltenango   |
| 22:00                | Chinchilla 68' | Relatório |             | Público: 4 733 Árbitro: CRC Jeffrey Solis |

| 29 de agosto de 2012 | Guadalajara                         | 4 – 0     | W Connection | Estádio Omnilife, Zapopan                |
| 20:00                | Fabián 53', 68', 90+3' · Fierro 64' | Relatório |              | Público: 5 310 Árbitro: CAN David Gantar |

| 18 de setembro de 2012 | Xelajú                                            | 3 – 2     | W Connection         | Estádio Mario Camposeco, Quetzaltenango   |
| 22:00                  | Cupid 4' (g.c.) · Israel Silva 38' · Santiago 76' | Relatório | Brito 9' · Jones 50' | Público: 2 669 Árbitro: PAN Rolando Vidal |

| 26 de setembro de 2012 | W Connection | 1 – 1     | Guadalajara | Estádio Manny Ramjohn, San Fernando       |
| 20:00                  | Leon 66'     | Relatório | Torres 39'  | Público: 233 Árbitro: CUB David Rubalcaba |

| 25 de outubro de 2012 | Guadalajara               | 2 – 1     | Xelajú     | Estádio Omnilife, Zapopan                   |
| 20:00                 | Sánchez 43' · Morales 65' | Relatório | Alemán 79' | Público: 7 763 Árbitro: USA Edvin Jurisevic |